# Faiz Mohammad Khakshar
Faiz Mohammad Khakshar (ur. 6 sierpnia 1942 w Kabulu) – afgański zapaśnik walczący w stylu wolnym. Dwukrotny olimpijczyk. Zajął trzynaste miejsce w Rzymie 1960 i czternaste w Tokio 1964. Startował w kategorii do 52 kg.
Czwarty na igrzyskach azjatyckich w 1962 roku.

## Letnie Igrzyska Olimpijskie 1960
| Konkurencja       | Rundy eliminacyjne | Rundy eliminacyjne   | Klas. końcowa |
| Konkurencja       | Przeciwnik I       | Przeciwnik II        | Miejsce       |
| ----------------- | ------------------ | -------------------- | ------------- |
| 52 kg styl wolnym | Ali Alijew (SUN) P | Jorge Rosado (MEX) P | 13.           |

## Letnie Igrzyska Olimpijskie 1964
| Konkurencja       | Rundy eliminacyjne      | Rundy eliminacyjne    | Klas. końcowa |
| Konkurencja       | Przeciwnik I            | Przeciwnik II         | Miejsce       |
| ----------------- | ----------------------- | --------------------- | ------------- |
| 52 kg styl wolnym | Vincenzo Grassi (ITA) P | Seán O’Connor (IRL) P | 14.           |